# غزوه ذی‌امر

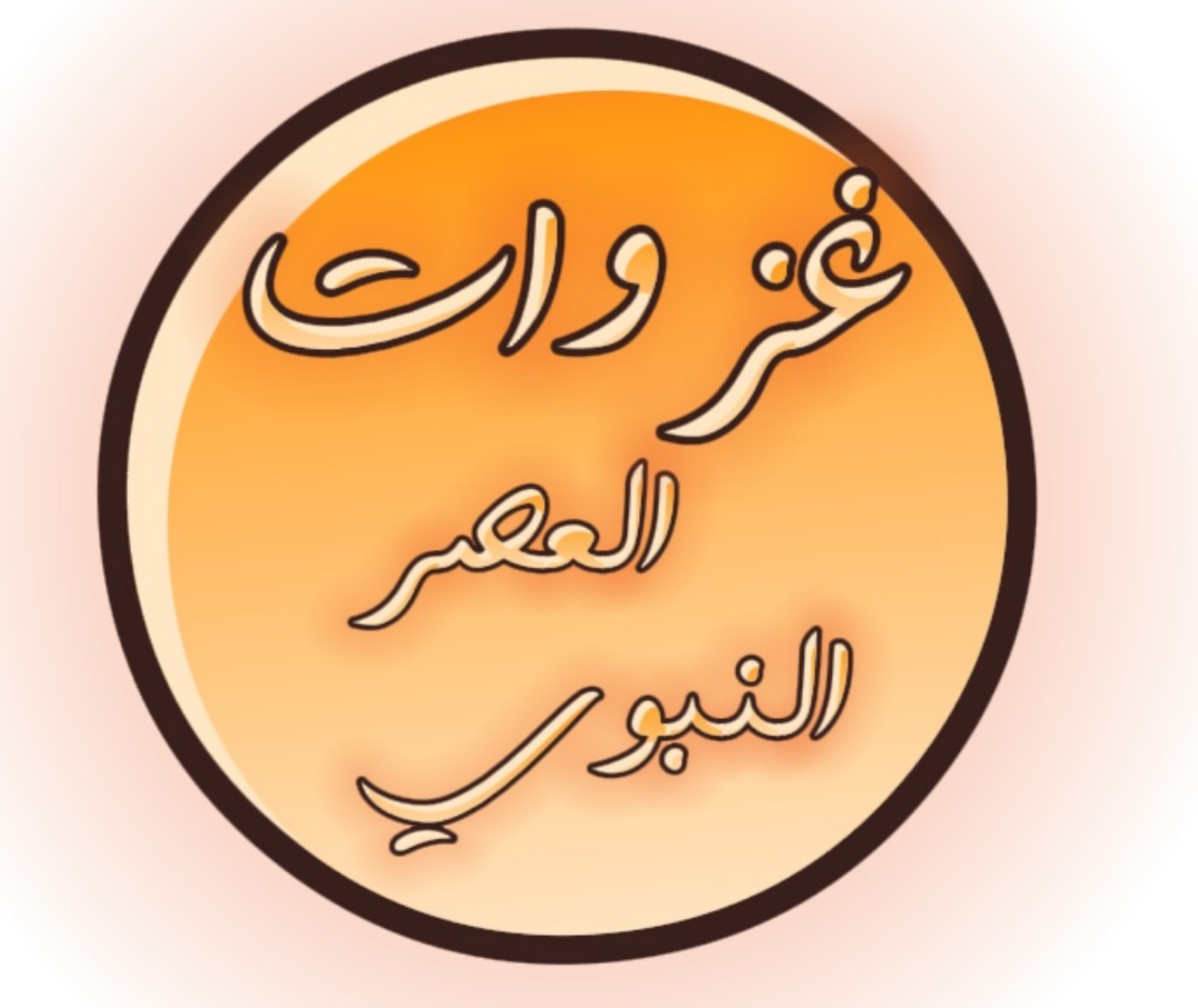
غزوات العصر النبوی

غزوه ذی‌امر یکی از غزوات محمد بن عبدالله، پیامبر اسلام، است که به نام غزوه غطفان نیز معروف شده‌است. این لشکرکشی در سال سوم هجری و پس از غزوه سویق اتفاق افتاده‌است.

## شرح واقعه
پس از آنکه اطلاعاتی مبنی بر تدارک جنگ توسط غطفانیان علیه مدینه به محمد رسید، وی دستور حرکت سپاهیان اسلام به سمت ناحیه غطفان را صادر کرد. شخص محمد به همراه ۴۵۰ مرد جنگی به راه افتاد. با شنیدن خبر حرکت سپاهیان اسلام، اکثر غطفانیان فرار کردند و مسلمانان مردی را از سپاهیان غطفانیان، اسیر نمودند و وی پس از اسارت، مسلمان شد.
در برخی منابع از وقوع سیل و فاصله افتادن بین محمد و سپاهیان اسلام گزارش دادند؛ در این بین رهبر غطفانیان به سراغ محمد که در خواب بود آمده و در بالای سر او خطاب به محمد می‌گوید: «اکنون چه کسی می‌خواهد تو را نجات دهد؟» و محمد در پاسخ به وی می‌گوید: «الله». در این لحظه شمشیر از دست فرمانده غطفانیان می‌افتد و محمد شمشیر را بر می‌دارد و به فرمانده می‌گوید: «اکنون چه کسی تو را نجات می‌دهد؟» و فرمانده پاسخ می‌دهد: «هیچ کس» و سپس مسلمان شد. با پذیرش اسلام فرمانده، این لشکرکشی بدون درگیری به پایان رسید.